# メリッサ・ファメロ
メリッサ・ファメロ（Melissa Fumero,  1982年8月19日 - ）は、アメリカ合衆国の女優である。

## 来歴
1982年、ニュージャージー州生まれ。両親は共にキューバからの移民だった。高校卒業後はニューヨーク大学で演劇を学び、学士を取得して2003年に卒業した。1998年にテレビドラマ『ワン・ライフ・トゥ・リヴ』でテレビデビューを果たし、2005年からはレギュラーキャストとして2011年までに205エピソード出演した。それ以降はテレビを中心にキャリアを重ね、近年ではアンディ・サンバーグ、アンドレ・ブラウアーが出演する『ブルックリン・ナイン-ナイン』へもレギュラーキャストとして出演。ニューヨークにあるニューヨーク警察99分署に勤務するどこか抜けた感じのある女刑事エイミー・サンティアゴを喜々として好演している。

## 出演作品

### 映画
- ディセント Descent (2007) ※ノークレジット
- I Hope They Serve Beer in Hell (2009)
- The House That Jack Built (2013)
- DriverX (2017)

### テレビドラマ
- ワン・ライフ・トゥ・リヴ One Life to Live (1998, 2005 - 2011)
- オール・マイ・チルドレン All My Children (2005)
- Haute & Bothered (2009)
- メンタリスト The Mentalist (2010)
- ゴシップガール Gossip Girl (2007 - 2010)
- 救命医ハンク セレブ診療ファイル Royal Pains (2011)
- CSI:ニューヨーク CSI: NY (2012)
- メン・アット・ワーク Men at Work (2013)
- ブルックリン・ナイン-ナイン Brooklyn Nine-Nine (2013 - 2019)
- インコーポレイテッド Mourners, Inc. (2017)